# Arlo Parks

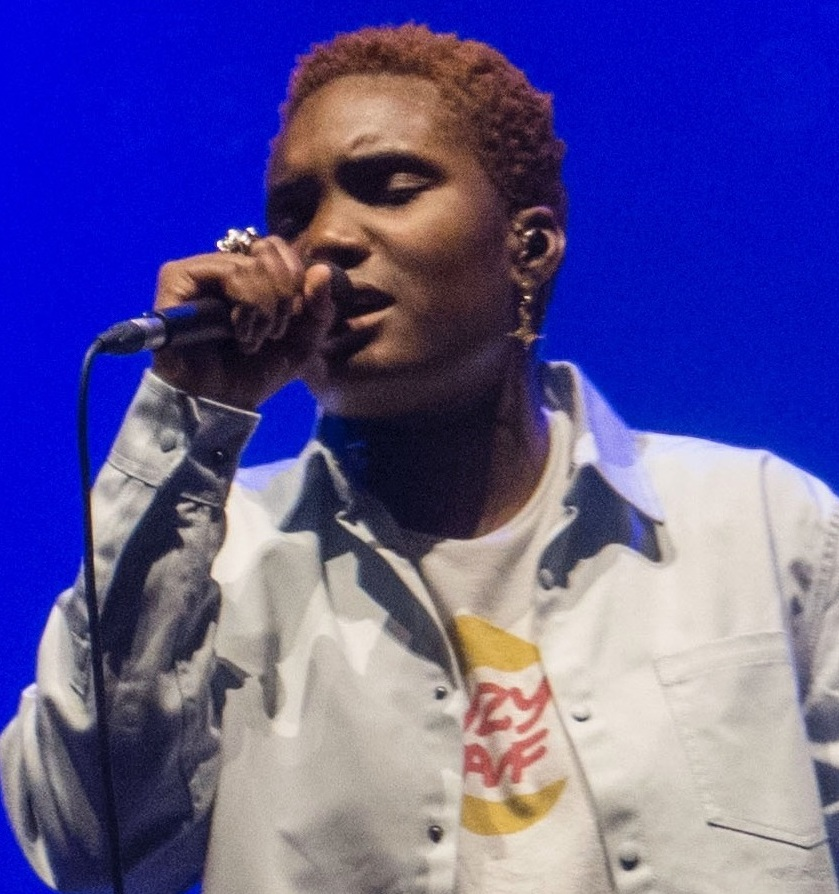
Arlo Parks, November 2019

Anaïs Oluwatoyin Estelle Marinho (* 9. August 2000 in Hammersmith, London), bekannt unter ihrem Künstlernamen Arlo Parks, ist eine britische Sängerin und Songwriterin.

## Leben
Arlo Parks hat Vorfahren in Nigeria, im Tschad und in Frankreich. Ihre Mutter wurde in Paris geboren. Parks sprach Französisch, bevor sie Englisch lernte.
Als Inspiration nennt sie unter anderem Sylvia Plath, James Baldwin und Ezra Pound, als musikalische Vorbilder Radiohead und Erykah Badu.
2018 begann sie, Demoaufnahmen auf der Plattform BBC Music Introducing hochzuladen, die noch unbekannten Musikern ohne Vertrag die Gelegenheit bietet, ihre Songs im Radio oder auf Festivals vorzustellen. Auf diesem Weg fand sie einen Manager und veröffentlichte im November 2018 die Single Cola, die große Resonanz fand, unter anderem auf Spotify. Im Januar 2019 folgte die Single Super Sad Generation, im März dann Romantic Garbage, bevor im April die EP Super Sad Generation erschien. Parks trat 2019 beim Festival The Great Escape sowie in Glastonbury auf und begleitete Jordan Rakei bei seiner Tour in Großbritannien. Nach weiteren Singles kam im Dezember 2019 die zweite EP Sophie auf den Markt.
Im Februar 2020 begann Parks ihre erste eigene Tour, die jedoch wegen der COVID-19-Pandemie abgebrochen werden musste. 2020 erschienen weitere Singles, und im Januar 2021 dann das Debütalbum Collapsed in Sunbeams beim Londoner Independent-Label Transgressive Records.
Arlo Parks gewann im August 2020 einen AIM Independent Music Award in der Kategorie „One to Watch“. Im selben Jahr erhielt sie den „BBC Music Introducing Artist of the Year Award“. 2021 wurde sie für ihr Album Collapsed in Sunbeams mit dem Mercury Prize ausgezeichnet. 2022 trat sie auf dem Montreux Jazz Festival auf.

## Diskografie

### Alben
- 2021: Collapsed in Sunbeams
- 2023: My Soft Machine

### EPs
- 2019: Super Sad Generation
- 2019: Sophie

## Literarisches Werk
- The Magic Border. Gedichte und Fragmente. Übersetzung Amanda Mukasonga. Berlin : Park x Ullstein, 2023